# Rijksbeschermd gezicht Weesp
Gezicht Weesp is een van rijkswege beschermd stadsgezicht in Weesp in de Nederlandse provincie Noord-Holland. De procedure voor aanwijzing werd gestart op 16 maart 1979. Het gebied werd op 21 juni 1982 definitief aangewezen. Het beschermd gezicht beslaat een oppervlakte van 45,7 hectare.
Panden die binnen een beschermd gezicht vallen krijgen niet automatisch de status van beschermd monument. Wel zal de gemeente het bestemmingsplan aanpassen om nieuwe ontwikkelingen in het gebied te reguleren. De gezichtsbescherming richt zich op de stedenbouwkundige en cultuurhistorische waardering van een gebied en wil het toekomstig functioneren daarvan veiligstellen.